# 1961 Dufour
Dufour (asteroide 1961) é um asteroide da cintura principal com um diâmetro de 50,31 quilómetros, a 2,8141237 UA. Possui uma excentricidade de 0,1191618 e um período orbital de 2 085,75 dias (5,71 anos).
Dufour tem uma velocidade orbital média de 16,6636146 km/s e uma inclinação de 6,64157º.
Esse asteroide foi descoberto em 19 de Novembro de 1973 por Paul Wild.